# Плотников, Юрий Иванович
Юрий Иванович Плотников (24 мая 1937 года, Самарканд, Узбекская ССР, СССР — 29 апреля 2008 года, Москва, Российская Федерация) — советский и российский военачальник, генерал-полковник (25 апреля 1990).

## Биография
Родился в семье служащих. Отец вскоре был призван в РККА и погиб на фронте Великой Отечественной войны в 1941 году. В связи с сменой мест работы матери жил в Ташкенте, Ленинабаде, Белёве (Тульская область). Окончил школу-семилетку в 1951 году. Окончил 2-е Московское артиллерийское подготовительное училище в 1954 году.
В Советской Армии с 1954 года. Окончил Рязанское артиллерийское училище в 1957 году. Служил командиром взвода разведки артиллерийской батареи 27-й мотострелковой дивизии в Южной группе войск (Венгрия).
В 1959 году был направлен на учёбу в Военную академию имени Ф. Э. Дзержинского. Во время учёбы академия была передана из Сухопутных войск в состав только что созданных Ракетных войск стратегического назначения (РВСН) и обучение офицеров было перестроено для нужд этих войск. Так артиллерист Плотников оказался ракетчиком. Окончил командно-инженерный факультет Военной академии им. Ф. Э. Дзержинского в 1964 году. С 1964 по май 1967 года — командир группы пуска ракетного полка (Алейск, Алтайский край), начальник штаба ракетного полка (пгт. Жангизтобе, Семипалатинская область, Казахская ССР).
В 1969 году окончил командный факультет той же Военной академии им. Ф. Э. Дзержинского (с золотой медалью). С 1969 — старший офицер 1-го отдела Управления кадров Ракетных войск стратегического назначения, с января 1970 — начальник отделения боевой готовности и боевой подготовки — первый заместитель начальника штаба 59-й ракетной дивизии (г. Карталы, Челябинская область). С февраля 1971 года — командир ракетного полка, с ноября 1972 — заместитель командира 59-й ракетной дивизии (г. Ужур). С сентября 1973 года — командир 38-й ракетной дивизии (г. Державинск, Казахская ССР). Приняв отстающую дивизию, добился занятия ею по итогам 1975 и 1976 годов второго места в РВСН. С сентября 1976 по август 1981 года — первый заместитель командующего 31-й ракетной армией.
Окончил Военную академию Генерального штаба Вооружённых сил СССР имени К. Е. Ворошилова в 1983 году. С июля 1983 года — заместитель начальника Главного штаба РВСН. С июня 1984 года по январь 1989 год — командующий 33-й гвардейской ракетной армией. С января 1989 года по 1997 год — начальник Военной артиллерийской инженерной академии имени Ф. Э. Дзержинского.
С 7 августа 1997 года — в отставке. С 1998 года работал в Центре военно-стратегических исследований Генерального штаба Вооружённых сил Российской Федерации. Руководитель научного направления по обоснованию перспектив развития и способов боевого применения РВСН.
Доктор военных наук (1998), профессор (1993). Член-корреспондент Российской академии ракетных и артиллерийских наук (1995), член-корреспондент Академии военных наук, действительный член Международной академии информатизации, член-корреспондент Международной инженерной академии. Автор более 120 научных работ и публикаций.
Умер после тяжелой и продолжительной болезни. Похоронен на Троекуровском кладбище в Москве.

## Награды
- Орден «За военные заслуги» (1995)
- Два ордена Красной Звезды (1972, 1975)
- Ордена «За службу Родине в Вооружённых Силах СССР» 2-й (1987) и 3-й (1981) степеней
- Медали, в том числе медаль «За освоение целинных земель»
- Медали иностранных государств (Монголия, Польша, Болгария)
- Почётный работник высшего профессионального образования Российской Федерации (1995)
- Именное наградное оружие

## Воинские звания
- полковник (1973)
- генерал-майор (февраль 1976)
- генерал-лейтенант (октябрь 1984)
- генерал-полковник (24 апреля 1990)

## Основные труды
- «Основы советского военного искусства. Тексты лекций» (1981);
- «175 лет Военной академии им. Ф. Э. Дзержинского» (1995);
- «История отечественного ракетного оружия и ракетных войск» (учебник, 1988);
- «Общая тактика» (учебник, 1990);
- «Информационная борьба» (1991);
- «Основы боевого применения информационно-ударных группировок войск (сил)» (1992);
- «Подготовка, проведение и обработка результатов ИКШВИ» (1992);
- «Основы военного искусства. Учебник» (1994);
- «Оперативное искусство РВСН» (1996);
- «Предложения в концепцию информационной борьбы», МО РФ, 1996.